# Beth Littleford
Elizabeth Ann Halcyon «Beth» Littleford (Nashville, Tennessee; 17 de julio de 1968) es una actriz y comediante estadounidense. Es conocida por haber sido uno de los corresponsales originales en la popular serie cómica The Daily Show de Comedy Central desde 1996 hasta 2000.

## Biografía
Littleford nació en Nashville, Tennessee, hija de Jackie, una profesora, y Philip O. Littleford, cardiólogo e inventor. Vive en Los Ángeles, California, con su esposo, Rob Fox, y su hijo, Oliver Jackson Fox, nacido el 30 de julio de 2005. Ha aparecido como actriz invitada en numerosos programas de televisión durante la década de 1990 y 2000 como Spin City, The West Wing, Family Guy y Frasier. Littleford también fue comentarista en I Love the 80s Strikes Back en 2003, I Love the 90s en 2004, I Love the 90s: Part Deux en 2005, I Love the New Millennium en 2008 y en The Great Debate en 2009, todos de VH1. Coprotagonizó como la vecina nerviosa en Method & Red, y también tuvo una aparición como Sandra, la madre de Ben Tennyson en Ben 10: carrera contra el tiempo, interpretándola nuevamente en el episodio 20 de Ben 10: Fuerza Alienígena y en Ben 10: Ultimate Alien. Littleford actualmente aparece en los comerciales de televisión para La vaca que ríe y para una cadena hotelera. Beth ha aparecido también en la serie original de Disney XD I'm in the Band, la película del 2010 de Disney Channel StarStruck, e interpreta a Suzanne Berger en The Hard Times of RJ Berger de la MTV la actriz va a salir en la película Movie 43 actualmente interpreta a Ellen Jennings en la serie original de Disney Channel Dog with a Blog —en Latinoamérica Stan, el perro bloguero—. También hizo una aparición en CSI: Miami en el capítulo 196 llamado «Insomne en Miami».

## Filmografía
| Año       | Título                            | Papel           |
| --------- | --------------------------------- | --------------- |
| 1998      | A Cool, Dry Place                 | Suzanne         |
| 1999      | Picture This                      | Patty           |
| 1998-2000 | Spin City                         | Deidre West     |
| 2002      | Amor sin condiciones              |                 |
| 2003      | The Big Wide World of Carl Laemke | Laurie Laemke   |
| 2004      | Method & Red                      | Nancy Blaford   |
| 2007      | Ben 10: Carrera contra el tiempo  | Sandra Tennyson |
| 2008      | Drillbit Taylor                   | Barbara         |
| 2010      | Starstruck                        | Barbara Olson   |
| 2009-2010 | Rules of Engagement               | Laura           |
| 2009-2011 | Estoy en la Banda                 | Beth Campbell   |
| 2010-2011 | The Hard Times of RJ Berger       | Suzanne Berger  |
| 2011      | Loco y estúpido amor              | Claire Riley    |
| 2006-2012 | Padre de familia                  | Jane Jetson     |
| 2012      | Kidnap Party                      | Alison Slater   |
| 2013      | Movie 43                          | Sra. Cutler     |
| 2010-2013 | The Cleveland Show                | Fern Stapleton  |
| 2012-2015 | Stan, el perro bloguero           | Ellen Jennings  |
| 2020      | Love, Victor                      | Sarah           |